# 公孫惠
公孫惠，《十国春秋》作孫惠，五代十国南汉官员。
南汉高祖、南汉殇帝父子在位时，公孫惠担任法物使。大有十五年（942年），南汉高祖驾崩，殇帝即位，改元光大。在光天元年（942年）六月，先派蕭規到南唐告哀。八月，又派公孫惠到南唐金陵告卽位，公孫惠大得使臣之體，時人稱道其才。殇帝同年派两位使臣出使南唐，南唐人称赞南汉能敦笃睦邻之谊。